# 開かれた皇室
開かれた皇室（ひらかれたこうしつ）とは、皇室が一般国民との距離を近くし普通の国民と同じような生活感覚を持つ皇室体系の俗称であり、上皇明仁と上皇后美智子の結婚が起源となった。

## 概要
皇太子明仁親王（後の天皇・上皇）が一般人の正田美智子（後の皇后・上皇后美智子）と婚約したことが「開かれた皇室」（皇室が一般国民から距離が近く、普通の国民と同じような生活感覚）の起源となり、その後も皇族が一般人と結婚するようになっていった。しかし秋篠宮文仁親王と文仁親王妃紀子の長女・眞子内親王と小室圭の婚約関連のスキャンダルなどの弊害が多く生じた。
「開かれた皇室」は皇族入園・入学教育機関にも影響しており皇族関係者は元々就学前教育から大学まで学校法人学習院へ通園・通学していたが、平成より学習院外の教育機関へ入園・入学する皇族が増え（「学習院離れ」を参照）、前述の眞子内親王も学習院外への大学へ進学し婚約者ともその大学にて知り合ったとされている。秋篠宮家の次女・佳子内親王も学習院外の大学へ進学しており長男・悠仁親王は就学前教育より学習院外の幼稚園に入園している。
慶應義塾大学法学部教授片山杜秀などは開かれた皇室に起因する弊害への警鐘を鳴らしている。